# PeerJ
PeerJ ist eine internationale Open-Access-Zeitschrift, die ausschließlich online erscheint und alle Bereiche der Biowissenschaften abdeckt sowie seit Anfang 2015 auch ein separates Journal für Informatik-Themen unter dem Namen PeerJ Computer Science anbietet. PeerJ wird von dem gleichnamigen Unternehmen  herausgegeben und wurde von dem Verleger Peter Binfield (früher bei PLOS ONE) und dem Geschäftsführer Jason Hoyt (früher bei Mendeley) gegründet. Die Zeitschrift erhielt eine finanzielle Unterstützung von 950.000 US$ von O’Reilly Media und O’Reilly AlphaTech Ventures. Sie wurde offiziell im Juni 2012 ins Leben gerufen und akzeptiert Einsendungen seit dem 3. Dezember 2012. Erste Artikel wurden am 12. Februar 2013 veröffentlicht.
Die Besonderheit von PeerJ ist ein neuartiges Preismodell, mit dem Open Access deutlich günstiger angeboten werden soll. Ab einem einmaligen Mitgliederbeitrag von 399 US$ können wissenschaftliche Autoren lebenslang einmal pro Jahr einen begutachteten Artikel veröffentlichen. Die sonst übliche Zahlweise pro Artikel wird für 895 US$ bzw. 1095 US$ ebenfalls angeboten. Mitglieder sind zur Übernahme von Gutachterdiensten (Peer-Review) für die Zeitschrift verpflichtet. Der Reviewprozess soll in der Regel mit veröffentlicht werden.
PeerJ betreibt auch einen Dokumentenserver für Preprints, auch Preprint-Server genannt.
Dorothea Bartels, Professorin für Botanik, Biochemie und Physiologie der Pflanzen an der Universität Bonn und der Nobelpreisträger für Medizin, Harald zur Hausen, sind zwei deutsche Mitglieder im wissenschaftlichen Beirat von PeerJ.